# Dopo il matrimonio (film 2019)
Dopo il matrimonio (After the Wedding) è un film del 2019 scritto e diretto da Bart Freundlich.
La pellicola, con protagonisti Michelle Williams, Julianne Moore e Billy Crudup, è il remake del film omonimo del 2006 diretto da Susanne Bier.

## Trama
Isabel, co-fondatrice di un orfanotrofio nel sud dell'India, si reca a New York per incontrare Theresa, che sta per vendere la sua compagnia e cerca un'associazione a cui donare. Nonostante sia frustrata di dover allontanarsi così tanto, Isabel accetta la riunione, che avviene il giorno prima del matrimonio della figlia di Theresa, Grace. Theresa ha inoltre due gemelli di otto anni.
Al matrimonio, Isabel rimane sorpresa quando scopre che il marito di Theresa è la sua ex fiamma, Oscar. Durante le nozze viene a sapere anche che Grace è in realtà sua figlia, avuta da Oscar, che l'avrebbe dovuta lasciare in adozione ma, dopo che la coppia si è separata, Oscar ha cresciuto Grace da solo, prima di conoscere e sposare Theresa anni dopo.
Nonostante neghi di averne sentito parlare, Theresa spinge Isabel a conoscere Grace e ritornare con Oscar, trovando numerose scuse per prolungare la sua permanenza. Aumenta la sua donazione ma la rende dipendente dal fatto che Isabel rimanga a New York.
Theresa poi rivela di stare per morire, un segreto che ha nascosto a tutta la sua famiglia. Aveva quindi cercato di fare di Isabel una nuova figura materna sia per Grace che per i gemelli. Pian piano tutti scoprono la verità ma risolvono i loro litigi prima della morte di Theresa. Isabel ritorna brevemente al suo orfanotrofio, invitando il ragazzo che ha salvato e cresciuto sin dall'infanzia a partire con lei per New York.

## Produzione
La produzione del film inizia nel maggio 2018.

## Promozione
Il primo trailer del film viene diffuso il 6 giugno 2019.

## Distribuzione
La pellicola è stata presentata al Sundance Film Festival il 24 gennaio 2019 e distribuita nelle sale cinematografiche statunitensi a partire dal 9 agosto 2019. In Italia, il film era fissato per il 27 febbraio 2020, ma viene rinviato a causa della pandemia del coronavirus e distribuito sulla piattaforma on demand MioCinema nell'estate 2020.

## Riconoscimenti
- 2019 - National Film & TV Awards[7]
  - Candidatura per il miglior film indipendente